# رنه بری
رنه بری (انگلیسی: René Burri؛ ۹ آوریل ۱۹۳۳ – ۲۰ اکتبر ۲۰۱۴) یک عکاس اهل سوئیس و عضو آژانس عکاسی مگنوم که بخش عمده‌ای از شهرتش را مدیون عکاسی از چه گوارا و پابلو پیکاسو بود.

## زندگی‌نامه
بری در سال ۱۹۳۳ در زوریخ به دنیا آمد کار خود را در ۱۳ سالگی با عکاسی از وینستون چرچیل، نخست وزیر وقت بریتانیا که به سوئیس سفر کرده بود، آغاز کرد. بری وارد مدرسه هنر این شهر شد. او سپس در یکی از فیلم‌های والت دیزنی که در سوئیس ساخته می‌شد، دستیار فیلمبردار شد. پیش از پیوستن به آژانس مگنوم در سال ۱۹۵۵ (عضویت کامل در سال ۱۹۵۹) برای نشریاتی چون لایف ، نیویورک تایمز و پاری ماچ عکاسی می‌کرد.
چه گوارا، پابلو پیکاسو یا آلبرتو جیاکومتی همه از سوژه‌های رنه بری بودند. او در سال ۱۹۶۳ زمانی‌که سی‌ساله بود، با ثبت پرتره مردی انقلابی با سیگاری بر گوشه و نگاهی تحقیرآمیز، به شهرتی جهانی رسید. سوژه این پرتره چه گوارا انقلابی مشهور آمریکای لاتین بود.
رنه بری در ۸۱ سالگی در زادگاهش زوریخ، درگذشت.